# آرشي سكوت
آرشي سكوت (بالإنجليزية: Archie Scott)‏ (22 يوليو 1905 في المملكة المتحدة - 1 يناير 1990) هو لاعب كرة قدم بريطاني (وحمل سابقاً جنسية المملكة المتحدة لبريطانيا العظمى وأيرلندا) في مركز قلب الدفاع. لعب مع ديربي كاونتي ونادي برينتفورد ونادي أردريونيانز وBellshill Athletic F.C. ‏.